# These Foolish Things
These Foolish Things es el primer álbum de estudio en solitario del cantante y compositor inglés Bryan Ferry, publicado en octubre de 1973 por Island Records en Reino Unido y Atlantic Records en Estados Unidos. Consiste principalmente en versiones de canciones clásicas.

## Músicos
- Bryan Ferry – cantante, piano
- Eddie Jobson – teclados, sintetizador, violín
- David Skinner – acoustic piano
- Phil Manzanera – guitarra (10)
- John Porter – guitarra, bajo
- Paul Thompson – batería
- John Punter – batería (7, 8)
- Roger Ball – saxofón
- Ruan O'Lochlainn – saxofón (11)
- Malcolm Duncan – saxofón
- Henry Lowther – trompeta
- Robbie Montgomery – coros (1, 8)
- Jessie Davis – coros (1, 8)
- The Angelettes – coros (2–7, 9–13)

## Lista de canciones
| N.º | Título                                         | Duración |  |
| 1.  | «A Hard Rain's a-Gonna Fall» (Bob Dylan, 1963) | 5:19     |  |
| 2.  | «River of Salt»                                | 1:48     |  |
| 3.  | «Don't Ever Change»                            | 2:15     |  |
| 4.  | «Piece of My Heart»                            | 3:06     |  |
| 5.  | «Baby I Don't Care»                            | 1:50     |  |
| 6.  | «It's My Party»                                | 2:00     |  |
| 7.  | «Don't Worry Baby»                             | 4:13     |  |
| 8.  | «Sympathy for the Devil»                       | 5:50     |  |
| 9.  | «The Tracks of My Tears»                       | 3:04     |  |
| 10. | «You Won't See Me»                             | 2:32     |  |
| 11. | «I Love How You Love Me»                       | 3:02     |  |
| 12. | «Loving You Is Sweeter Than Ever»              | 3:06     |  |
| 13. | «These Foolish Things»                         | 5:41     |  |